# Бычок (Воронежская область)
Бычок — село в Петропавловском районе Воронежской области.По легенде село Бычок было названо в честь холма,похожего на быка,стоявшего на его месте. По иной легенде название села берёт из старорусских диалектов, дело в том, что что слово "бычок" в старорусских диалектах означало своеобразный бугор или взгорок на мысу,  у слияния двух рек. А местность у посёлка такая и есть - соединяются две реки, а в месте соединения расположена своеобразная возвышенность.
Административный центр Бычковского сельского поселения.

## Первое упоминание
Село возникло примерно в 1720 году, а первые, официально задокументированные, упоминания о нём датируются 1724 годом.Именно в этом году село Бычок впервые упоминается в списке церквей Воронежской области.
А в 1769 году о нём более подробно написал натуралист-естествоиспытатель по фамилии Гмелин. В своей книге он писал: «Из Журавки поехал я в Бычок, где также живут малороссияне, коих число простирается до 800 душ. Река Бычок, начавшись отсюда в одной версте в степи, течёт через растущий при реке Дон лес и впадает в неё у сей слободы».

## География

### Улицы
| - пер. Сумского - ул. Вольная - ул. Восточная - ул. Горького - ул. Дорошенко - ул. Западная - ул. Колхозная - ул. Комсомольская - ул. Ленина | - ул. Луговая - ул. Мамонская - ул. Молодёжная - ул. Нижняя - ул. Октябрьская - ул. Первомайская - ул. Песчаная - ул. Победы - ул. Советская | - ул. Сосновая - ул. Степная - ул. Труда - ул. Чапаева - ул. Шевченко - ул. Школьная - ул. Яровая |

## Население
| 1859 | 1897  | 2010 |
| ---- | ----- | ---- |
| 3037 | ↗4666 | ↘972 |